# Ntaruka (vattendrag i Burundi, Karuzi)
Ntaruka är ett vattendrag i Burundi.   Det ligger i provinsen Karuzi, i den centrala delen av landet, 80 km öster om huvudstaden Bujumbura.
I omgivningarna runt Ntaruka växer huvudsakligen savannskog. Runt Ntaruka är det ganska tätbefolkat, med 172 invånare per kvadratkilometer.